# Prunéřovský potok
Prunéřovský potok je potok v Krušných horách v okrese Chomutov v Ústeckém kraji, levostranný přítok Ohře. Je dlouhý 24,8 km. Rozloha povodí činí 54,7 km². Pramení v katastrálním území Výsluní na jihovýchodním úbočí Komářího vrchu v nadmořské výšce 893 metrů na okraji přírodní rezervace Prameniště Chomutovky. Potok směřuje nejprve k jihovýchodu k Výsluní a vtéká do přírodního parku Údolí Prunéřovského potoka. Potom dlouhým obloukem obtéká výběžek Lysé hory (875 m).
Severozápadně od Výsluní se na říčním kilometru 22,223 nachází Starý rybník s rozlohou 1,11 hektaru a objemem 11 130 m³. Pod Celnou je potoční koryto přehrazeno jezem, z jehož nádrže se v minulosti přečerpávala voda pro zásobování vodní nádrže Křimov. Přečerpávací stanice není v provozu, ale zůstává zakonzervovaná. Byla vybavena čtyřmi čerpadly, z nichž mohla pracovat až tři současně a jedno bylo záložní. Výkon jednotlivého čerpadla byl 60 l/s, při souběžném provozu dvou nebo tří čerpadel stoupl na 130 nebo 200 l/s. Jez stojí na říčním kilometru 17,31 na břidlicovém a fylitovém podloží a jeho těleso je z betonu prokládaného místním lomovým kamenem. Koruna jezu vysokého 4,37 m se nachází v nadmořské výšce 692 m a užitkový objem nádrže je 4 898 m³. Objem stálého nadržení je 250 m³.
Pod Celnou se potok obrací na jihozápad a úzkým skalnatým údolím s četnými peřejemi stéká k úpatí Krušných hor. V Nové Vísce opouští hranice přírodního parku a voda z potoka napájí tamní koupaliště. Pod vesnicí potok vtéká do umělého koryta, kterým pokračuje podél severní strany prunéřovských elektráren. Za nimi se stáčí na jih a po několika kilometrech se na západním okraji Kadaně v nadmořské výšce 280 metrů. vlévá zleva do vodní nádrže Kadaň na řece Ohři.
Zejména v horní části toku Prunéřovský potok přijímá řadu drobných přítoků. Nad jezem u Celné se do něj zleva vlévá Šebestiánka, od Výsluní u Sobětic přitéká zprava Výslunský potok, u Úbočí Zvonící potok, pod Úbočím Třebíšský potok a u bývalého Prunéřova přitéká umělým korytem Trnitý potok. Pod Kýšovicemi do potoka zprava ústí krátký bezejmenný přítok, na kterém se nachází Kýšovický vodopád.

## Hydrologický režim
Plocha povodí nad jezem v Celné činí 18,931 km² a průměrné roční množství srážek v něm dosahuje 800 mm. Charakter průtoku odvozený podle údajů z let 1631–1960 shrnují tabulky.
| M [dní] | Q30 | Q60 | Q90 | Q120 | Q150 | Q180 | Q270 | Q355 | Q364 |
| ------- | --- | --- | --- | ---- | ---- | ---- | ---- | ---- | ---- |
| Q [l/s] | 661 | 406 | 283 | 232  | 196  | 160  | 77   | 32   | 9    |

| N-leté průtoky | Q1  | Q5  | Q10  | Q25  | Q50  | Q100 |
| -------------- | --- | --- | ---- | ---- | ---- | ---- |
| Q [m³/s]       | 6,0 | 9,6 | 11,1 | 15,1 | 19,7 | 27,9 |